# Scymnus utahensis
Scymnus utahensis är en skalbaggsart som beskrevs av Gordon 1976. Scymnus utahensis ingår i släktet Scymnus och familjen nyckelpigor. Inga underarter finns listade i Catalogue of Life.